# NGC 7700
NGC 7700 é uma galáxia espiral (S0-a) localizada na direcção da constelação de Pisces. Possui uma declinação de -02° 57' 12" e uma ascensão recta de 23 horas, 34 minutos e 30,2 segundos.
A galáxia NGC 7700 foi descoberta em 18 de Novembro de 1864 por Albert Marth.